# Ganglion cervicale superius

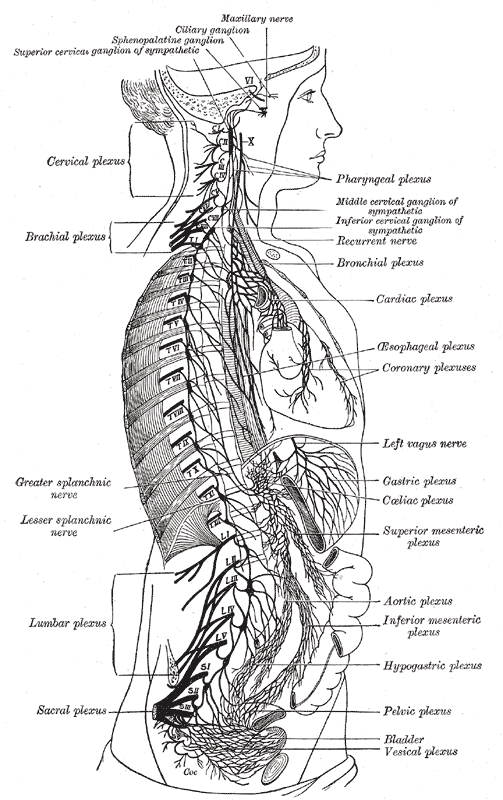
Schema des Nervensystems des Menschen

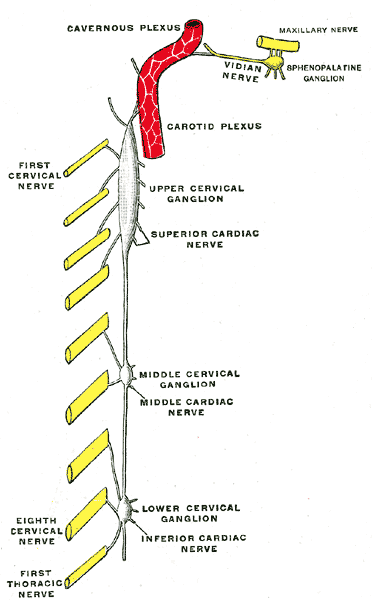
Diagramm der Zervikalen Ganglien

Das Ganglion cervicale superius (lat. für „oberes Halsganglion“), bei Tieren als Ganglion cervicale craniale („vorderes Halsganglion“) bezeichnet, ist ein Nervenzellknoten im Bereich des zweiten Halswirbels zwischen Musculus longus capitis und Musculus digastricus. Es ist beim Menschen etwa 2,5 cm groß. Das Ganglion ist die Umschaltstation des Sympathikus für den Kopf und den kopfnahen Halsbereich. Die sympathischen Wurzelzellen liegen in den ersten Brustsegmenten des Rückenmarks und gelangen über den Halsteil des Grenzstrangs bzw. den Truncus vagosympathicus zum Ganglion cervicale superius.
Vom Ganglion cervicale superius ziehen mehrere Nervenbahnen zu ihren Versorgungsgebieten:
- Nervus jugularis: Dieser Nerv steuert dem IX. und X. Hirnnerven (Nervus glossopharyngeus bzw. Nervus vagus) sympathische Fasern bei.
- Nervi carotici interni: Sie umspinnen die Arteria carotis interna und bildet so den Plexus caroticus internus. Von ihm entspringen der Nervus petrosus profundus, der dem Nervus petrosus major des VII. Hirnnerven (Nervus facialis) sympathische Fasern beisteuert und Fasern für das Auge (über das Ganglion ciliare) und Ohr. Der Ausfall der Augenäste führt zum Horner-Syndrom.
- Nervi carotici externi: Sie bilden um die Arteria carotis externa den Plexus caroticus externus, über den sich die sympathischen Fasern mit den Blutgefäßen am Kopf verteilen, und um die Arteria carotis communis den Plexus caroticus communis.
- Rami communicantes: Sie verbinden das Ganglion mit dem den Plexus cervicalis.
- Nervus cardiacus cervicalis superior: Er enthält prä- und postganglionäre Fasern zum Herzgeflecht (Plexus cardiacus).